# Замок Барнард
Замок Барнард (англ. Barnard Castle)  — разрушенный средневековый замок, расположенный в городе Барнард-Касл в графстве Дарем (Великобритания).

## История замка
Замок был построен из камня в 1095—1125 годах бароном Ги I де Баллиолом . Между 1125 и 1185 годами его племянник Бернард I де Баллиол, в честь которого замок и был назван, и сын последнего Бернард II де Баллиол расширили его.
В 1216 году замок был осаждён Александром II. Замок по-прежнему удерживался Баллиолами, хотя их права оспаривались епископом Дарема. Когда Иоанна I свергли с шотландского королевского трона в 1296 году, замок был передан епископу Дарема. Примерно в 1300 году английский король Эдуард I передал замок графу Уорику. В 1477 году во время войны Алой и Белой розы, Ричард, герцог Глостерский (впоследствии Ричард III) овладел замком, который стал одной из его любимых резиденций. В XV веке в результате женитьбы Ричарда III на Анне Невилл замок был передан её семье.
В течение следующих двух столетий семейство Невилл расширило замок. Однако, когда Чарльз Невилл, 6-й граф Уэстморленд был лишен прав за его руководящую роль в восстании и замок был конфискован. В 1626 году замок Барнард (а также замок Рэби) были переданы Генри Вейну (англ. Sir Henry Vane).
Вейн решил сделать Рэби своим основным местом проживания, а замок Барнард остался заброшенным. Часть его кладки была снята и была использована для достройки Рэби.

## Современное состояние
Сегодня замок находится в распоряжении Фонда английского наследия и открыт для посещения. Особый интерес представляют руины XII века цилиндрическая башня, а также большой зал и большая палата XIV века.